# Катастрофический сдвиг полюсов
Катастрофический сдвиг полюсов — не признанная академической наукой теория, согласно которой при определённых условиях возможно изменение положения географических полюсов Земли (то есть её оси) за геологически короткое время, например, за счёт изменения положения коры планеты относительно внутренних её слоёв под действием тех или иных сил. В некоторых источниках высказывается мнение о том, что существует возможность катастрофически быстрого смещения полюсов (с линейной скоростью, которая может достигать порядка 3500 км/ч в некоторых гипотезах), которое должно было бы сопровождаться крупномасштабными бедствиями, охватывающими всю планету, такими как наводнения, землетрясения, извержения вулканов, поднятия морского дна и уход суши под воду и так далее
Теорию катастрофического сдвига полюсов не следует путать с такими признанными наукой явлениями, как прецессия земной оси, изменение положения магнитных полюсов Земли и дрейф материков — данные явления происходят в геологически длительное время и не приводят, согласно современным научным представлениям, к каким-либо масштабным природным катастрофам, хотя и отражаются, с течением времени, на характере климата планеты и её облике.

## Описание явления

Распространение цунами, вызванного землетрясением 2004 года, по Индийскому океану, часть энергии цунами ушла в Тихий океан. Землетрясение вызвало также минутное «виляние» земной оси.

Сторонники теории описывают сдвиг полюсов, основываясь на следующих предположениях:
1. Используется модель структуры планеты, в которой твёрдая кора отделяется от ядра слоем находящегося в жидком или полужидком состоянии вещества.
2. Указывается, что неравномерное распределение суши и изменение количества льда в полярных районах вызывают нарушение равновесия коры, создавая инерционные силы, стремящиеся «провернуть» кору относительно ядра планеты. Аналогичный эффект могут вызывать гравитационные и приливные силы, возникающие при сближении Земли с массивными небесными телами.
3. Воздействие указанных сил может привести к сдвигу земной коры относительно нижележащих слоёв; в том числе и полюса вращения коры планеты будут смещены по отношению к полюсам вращения подстилающей поверхности в течение геологически короткого периода времени.
4. Естественно, быстрое изменение положения коры приведёт к значительным возмущениям в гидросфере и атмосфере (вызванными обычной инерцией), что должно привести к ураганам, наводнениям, гигантским цунами в масштабах всей планеты. Кроме того, само перемещение одних слоёв планеты относительно других вызовет активизацию вулканической деятельности и повсеместные землетрясения.
5. За один поворот, который займёт, по разным теориям, от нескольких часов до нескольких тысячелетий, может произойти изменение линейного положения полюсов относительно поверхности Земли на несколько тысяч километров или даже более.
6. У некоторых извлечённых из вечной мерзлоты хорошо сохранившихся травоядных животных (мамонтов) с признаками внезапной, но ненасильственной смерти, во рту и в пищеводе обнаружили свежесъеденную, а иногда пережёвываемую ими в момент, предшествовавший их смерти, зелёную траву, что, по мнению сторонников гипотезы, может быть объяснено сверхбыстрым падением температуры в ареале их обитания, — по мнению некоторых сторонников гипотезы, в местах внезапной гибели тех или иных видов фауны падение температуры до отрицательных значений произошло мгновенно, миллионы животных погибли вмёрзнув в лёд почти единовременно[2][3].
7. Некоторые погибшие виды (мамонт, шерстистый носорог, сибирский бизон, сибирская лошадь[англ.]) в массовых скоплениях были обнаружены и извлечены из вечной мерзлоты в местах ныне климатически и хабитативно не пригодных для нормальной жизни этих видов (отсутствие необходимого объёма съедобной растительности, недоступность водопоя, слишком суровые зимы и т. д.).[3]
8. Некоторые популяции мамонта и других крупных ныне исчезнувших видов в Северной Америке окончательно исчезли не 12 тыс. лет, как считалось ранее, а дожили до 7,6 тыс. лет назад, согласно результатам более детального секвенирования их ДНК[3].

Эта гипотеза почти всегда обсуждается не только в отношении Земли, но и других планет в Солнечной системе: они, возможно, испытали осевую переориентацию во время их существования.
По отношению к Земле гипотеза катастрофического сдвига полюсов используется как объяснение исчезновения гипотетических доисторических высокоразвитых цивилизаций, а также целого ряда других явлений. В популярной литературе чаще приводятся наиболее драматичные варианты теории, которые предполагают смещение земной оси за очень короткое время (от часов до суток), так как такие скорости предполагают, фактически, глобальную катастрофу, которая должна полностью уничтожить если не всё живое на планете, то, по крайней мере, всю техническую инфраструктуру современной цивилизации.

### В исторических источниках
Древнегреческие источники содержат сообщение о Гелиосе, который во время царствования Атрея изменил свой путь, превратив восток в запад.
В Библии, описан эпизод, когда во время сражения Иисус Навин, остановил на небе Солнце и Луну, чтобы противник не смог отступить, воспользовавшись вечерним и ночным мраком: «...стой, солнце, над Гаваоном, и луна, над долиною Аиалонскою! И остановилось солнце, и луна стояла, доколе народ мстил врагам своим» (Нав. 10:12-13). При этом, на его врагов с неба летели камни.

## Определения и уточнения
Географические полюса Земли являются точками на поверхности планеты, где поверхность пересекает ось вращения. Гипотеза сдвига описывает изменения в расположении этих полюсов относительно подстилающей поверхности — явление, отличное от изменений в осевой ориентации по отношению к плоскости эклиптики, которые вызваны прецессией и нутацией.
Гипотезу сдвига полюсов не следует путать с тектоникой плит, широко известной признанной геологической теорией, согласно которой поверхность Земли состоит из твёрдых пластин, которые сдвигаются из-за течения подстилающей их квазижидкой астеносферы, в результате чего происходит континентальный дрейф. Следствием тектоники плит будет являться медленное изменение положения континентов и, соответственно, полюсов, постепенное расхождение и/или слипание материков и появление новых в течение миллионов лет, что в результате изменяет лицо планеты.
Гипотезу сдвига полюсов также не следует путать с инверсией магнитного поля Земли. Инверсии магнитного поля земли, фактически означающие «переключение» северного и южного магнитных полюсов, происходили в прошлом, что подтверждается многочисленными результатами геологических исследований. Эта теория считается в научном сообществе доказанной, в отличие от гипотезы катастрофического сдвига полюсов, доказательства в пользу которой считаются недостаточными или неверными.

## История теории
В популярной литературе чаще всего описываются гипотезы, предполагающие очень быстрый сдвиг полюсов. Медленный дрейф полюсов приводил бы лишь к малозаметным изменениям, тогда как быстрый сдвиг выглядит гораздо драматичнее, поскольку предполагает резкие изменения в географии и масштабные разрушения из-за землетрясений и цунами.

### Ранние теории и их сторонники
Упоминания о возможности смещения земной оси можно найти в статье 1872 года «Chronologie historique des Mexicains» Чарльза Этьена Брасье де Бурборга, специалиста по литературе доколумбовой Америки, интерпретировавшего некоторые мифы индейцев Мексики как свидетельства четырёх периодов глобальных катаклизмов, якобы имевших место с момента 10,5 тысяч лет до нашей эры.
В 1948 году инженер-электрик Хью Браун выдвинул ещё одну гипотезу катастрофического сдвига полюсов. Он утверждал, что накопление льда на полюсах вызывает «опрокидывания земной оси», повторяющиеся с периодичностью порядка семи тыс. лет.
В 1950 году в своей работе «Столкновение миров» Иммануил Великовский, основываясь на собственной интерпретации исторических источников, утверждал, что из-за ряда космических воздействий характер вращения Земли сначала радикально изменился около 1450 года до н. э., а затем вернулся в исходное состояние. Эти изменения стали причиной землетрясений и цунами, которые привели к разделению Красного моря. Позже, из-за сближения с Марсом, якобы произошедшего между 776 и 687 годами до н. э., земная ось снова сначала повернулась на 10°, а затем вернулась назад. Его интерпретации источников научным сообществом были отвергнуты, а научная аргументация — опровергнута.
Чарльз Хэпгуд, пожалуй, является наиболее известным ранним сторонником гипотезы сдвига полюсов. В своих книгах The Earth’s Shifting Crust (1958) (включающей предисловие Альберта Эйнштейна) и Path of the Pole (1970) Хэпгуд, основываясь на более ранней модели Адемара, предположил, что накопление льда на полюсах вызывает нарушение баланса масс в коре планеты, что вызывает «проскальзывание» всей или большей части коры относительно ядра, которое сохраняет своё положение относительно оси вращения. Основываясь на собственных исследованиях, Хэпгуд предположил, что сдвиги происходят приблизительно в течение 5 тыс. лет каждый, перемежаясь периодами в 20—30 тыс. лет, в течение которых полюса не перемещаются. По его расчётам, угловое перемещение коры в течение одного сдвига не превышает 40°. По утверждениям Хэпгуда, последние точки расположения северного полюса: Гудзонов залив (60˚N, 73˚W), в Атлантическом океане между Исландией и Норвегией (72˚N, 10˚E), Юкон (63˚N, 135˚W). Правда, уже в книге The Path of the Pole Хэпгуд признал справедливость расчётов Эйнштейна, которые показывают, что вес полярных льдов недостаточен для смещения коры. Вместо этого объяснения Хэпгуд предположил, что причиной перемещения являются некие внутренние силы, источники которых расположены под поверхностью Земли. Хэпгуд обратился к канадскому библиотекарю Рэнду Флем-Ату с просьбой помочь в поиске научных свидетельств своей гипотезы и её дальнейшей разработке. Флем-Ат опубликовал результаты своих изысканий в 1995 году в работе When the Sky Fell, написанной им в соавторстве с женой.
В 1974 году инженер и исследователь Флавио Барбиеро высказал предположение, что смещение полюсов произошло 11 тыс. лет назад и было отражено в мифологии в качестве «гибели Атлантиды и континента Мю». По его мнению, причиной этого катаклизма было столкновение Земли с кометой, а исчезнувшую Атлантиду нужно искать под антарктическим ледяным щитом.

### Позднейшие выступления
Тема привлекла многих авторов, предложивших свои собственные объяснения и прогнозы.
В 1970—1980 годах репортёр Рут Шик Монтгомери (англ. Ruth Montgomery; 1912—2001) опубликовала серию книг, не представляемых в качестве фантастики, в которых привела толкования пророчеств Эдгара Кейси, связывая предсказанные последним глобальные географические и климатические изменения именно со сдвигом полюсов.
В 1997 году Ричард У. Ноон опубликовал книгу 5/5/2000, ICE: The Ultimate Disaster, в которой предрекал катаклизм, который должен был произойти 5 мая 2000 года вследствие смещения антарктической полярной шапки, вызванного парадом планет и усилением солнечной активности.
В 1998 году отставной инженер Джеймс Г. Боулз предложил в журнале Atlantis Rising механизм сдвига полюсов, который назвал «Rotation-Bending effect» («эффектом вращательного изгибания») или «RB-эффектом». Он предположил, что совместное гравитационное воздействие Солнца и Луны приводит к появлению силы, действующей на кору Земли под острым углом, приводящей к образованию в мантии «пластической зоны», позволяющей коре сдвигаться относительно более низколежащих слоёв. В качестве причины самого смещения, как и в ранних гипотезах других авторов, называются центробежные силы, действующие на массы льда на полюсах и приводящие к смещению их на экватор.
Книги на ту же тему были изданы геологом Уильямом Хаттоном, в том числе книга Coming Earth Changes: Causes and Consequences of the Approaching Pole Shift, сопоставляющая геологическую историю с толкованиями Эдгара Кейси и предсказывающая катастрофические изменения климата до конца 2001 года. В 2004 году Хаттон в соавторстве с Джонатаном Иглом опубликовал книгу Earth’s Catastrophic Past and Future: A Scientific Analysis of Information Channeled by Edgar Cayce, в которой описываются гипотетические механизмы сдвига полюсов и предсказываются сроки этих событий в будущем.

## Научная оценка
Как показал ещё Эйнштейн, Хэпгуд сильно переоценил влияние изменения распределения масс по поверхности Земли. Расчёты показывают, что изменение распределения масс как на поверхности, так и в мантии в принципе может привести к изменению положения географических полюсов, но нет никаких оснований считать, что скорость таких изменений может быть катастрофически большой. Не существует никаких признанных научным сообществом исследований, которые подтверждали бы факт катастрофически быстрого изменения положения оси вращения Земли когда-либо за всё время её существования. В настоящее время установлено, что местоположение полюсов в различные периоды времени было разным и менялось, но скорость этого изменения составляла порядка 1°/млн. лет или меньше (тогда как, по Хэпгуду, в период изменения положения полюсов скорость этого изменения составляет до 40° в 5 тыс. лет, что эквивалентно 1°/125 лет, а позднейшие «катастрофические» теории оперируют скоростями порядка 1°/сутки или более). Анализ доказательств не подтверждает предположение Хэпгуда о быстром смещении слоев Земли. При такой скорости, очевидно, за время существования человека как биологического вида смещение полюсов не могло привести к сколько-нибудь заметным изменениям окружающей среды (климатические эффекты от дрейфа материков гораздо более заметны). Кроме того, имеющиеся данные показывают, что за последние 130 млн лет (то есть со времён расцвета динозавров, когда млекопитающих современного вида ещё не существовало) истинные географические полюса переместились не более чем на 5°.
Существует исследование, согласно которому в более ранние времена, в период примерно между 810 и 790 млн лет назад, когда существовал суперконтинент Родиния, две относительно быстрые (по геологическим масштабам) фазы перемещения полюсов всё же могли иметь место; в каждой из них ось вращения Земли поворачивалась примерно на 55° (что соответствует средней скорости перемещения полюсов менее 1°/180 тыс. лет). Не существует никаких физических свидетельств того, что сдвиг полюсов происходил быстрее когда-либо за всю историю существования Земли.